# Juan Romualdo Báez
Juan Romualdo Báez (nacido el 23 de enero de 1886 en San Luis, República Argentina), falleció en Córdoba, en 1953).
Juan Romualdo Báez fue un estudioso de las ciencias agropecuarias especialmente de la botánica. Nació en la provincia de San Luis, República Argentina. Estudio en La Plata en donde obtuvo su título de Perito Agrónomo. Desarrolló su actividad profesional en la Provincia de Entre Ríos donde dejó un legado muy importante en materia de estudios botánicos sobre diversas familias, particularmente en palmeras.Ejerció la docencia en la ciudad de Paraná, capital de la provincia de Entre Ríos. Trabajó con responsabilidad en la función pública en diversas reparticiones de la provincia de Entre Ríos. Los agrónomos Juan Manuel Jozami y Juan de Dios Muñoz destacan su personalidad en la introducción de su obra « Árboles y arbustos indígenas de la Provincia de Entre Ríos». citando al Profesor V. Badano:"permanecía contemplando con ojos  escrutadores, la infinita variedad de plantas, animales e insectos que lo rodeaban»
Durante la gestión de gobierno del Dr. Eduardo Tibiletti(1935-1939) se hizo cargo de la Sección Sanidad Vegetal del Departamento de Agricultura y Ganadería de la provincia de Entre Ríos donde instrumentó medidas para el funcionamiento eficaz de la lucha contra diversas plagas de los cultivos. Para tal fin trabajó en la Comisión Coordinadora de Servicios del Ministerio de Agricultura de la Nación con sede en la seccional de la Defensa Agrícola en la ciudad de Paraná. Al respecto el «Álbum de Entre Ríos», libro acerca de la gestión del Dr. Tibileti expresa: "Las gestiones realizadas para integrar la nombrada Comisión resultaron provechosos, colaborando en ella e interpretando los altos fines que se perseguían con tal propósito el presidente de la Comisión, Agrónomo Juan R. Báez"

## «El pasaje del Paraná por el Éjercito Grande»
Juan Báez fue una personalidad que, además de talentoso técnico, se interesó por el arte y la cultura. Esto se ve reflejado en su obra "El pasaje del Paraná por el Ejército Grande" (1947), en donde realizó un interesante trabajo sobre la identificación de la flora que aparece en el cuadro pintado por Emilio Caraffa que se encuentra en el Salón Blanco de la Casa de Gobierno en Paraná.

## Las palmeras
Juan Báez se interesó particularmente por la familia botánica de las palmeras. La provincia de Entre Ríos se caracteriza por tener entre su flora autóctona varias especies de palmeras, algunas con interesntes usos en la industria del pasado. Al respecto en su obra «Las palmeras en la flora de Entre Ríos» Báez expresa refiriéndose a la palma caranday (Trithrinax campestris) lo siguiente:
«Actualmente las hojas de esta caranday sirven para la fabricación de estopa o crin vegetal, escobas, pantallas y ultimamente parece que un modesto industrial de Estación Maciá, F.C.E.R, las utilizaba para hacer "zapatas frictoras" para los coches del subterráneo de Buenos Aires»

## Báez y la juventud
Juan Báez fue una personalidad que se preocupó por la formación de la juventud. A menudo lo hizo con mucho sentido del humor tratando noblemente de conquistar el espíritu de las nuevas generaciones. en la «Cartilla para el herborista paranaense» expresa: «Joven estudiante: quizás Vd. aún no ha pensado en su mañana profesional: médico, agrónomo, maestro, comerciante, ingeniero o quizás ninguna de esas actividades, pero si un hombre culto. Para la cultura general y cualquier profesión necesita mucho de las ciencias bilógicas, especialmente de la Botánica, por razones que las sabrá más adelante. No pretenda aprender botánica sin antes disponerse a realizar excursiones y herborizar en los campos y jardines, donde las plantas se encuentran en "estado natural". La observación frecuente de flores, frutos, hojas y raíces, lo iniciaran en un mundo nuevo, pleno de interrogantes y sugestiones que más de una vez en el correr de su vida, evocará, esos paseos por la floresta, como dulce reminiscencia de los días juveniles»; Báez propone en esta obra efectuar salidas a lugares de la ciudad de Paraná como El Brete y el Parque Urquiza.
Con un particular ironía y gran sentido del humor escribió «Usted joven lector, que ya debe haber iniciado su juventud con un vicio tan vulgar y nocivo como fácil de abandonar, sabrá quién fue Nicot, el embajador en cuyo recuerdo se ha creado el genero Nicotiana» 
El botánico siempre destacó la importancia de conocer la flora autóctona. En « Somera relación de la vegetación suburbana de Paraná» (1921), apuntes de cátedra, los editores expresan: «El Prof. J.R. Báez que es amigo desinteresado de los estudiantes ha ordenado para ellos estos apuntes. La pésima orientación de la enseñanza de las ciencias naturales en nuestro país tiene que dar un vuelco. La tendencia general de nuestra cátedra de ejemplificar con elementos extranjeros debe desaparecer, sino en total, en parte al menos»

## Reconocimiento público
Una importante calle de la ciudad de Paraná—capital de la provincia de Entre Ríos— lleva el nombre de "Juan Romualdo Báez"